# CHEE'S
CHEE'S（チーズ）は、1999年から2001年まで活動していた日本の音楽バンドである。

## 概要
1999年1月25日、バラエティ番組『DAIBAッテキ!!』（フジテレビ）月曜日のコーナー「教えて！BASS MAN!!」内にて結成される。オリジナルメンバーは、チェキッ娘のメンバーの 下川みくに（トランペット）、新井利佳（キーボード）、藤岡麻美（ドラムス）、松本江里子（エレキギター）に加え、番組の講師で プロミュージシャンの吉田建（ベース）。
その後、数度のメンバー変更を経ながら活動を続け、2001年6月30日に解散した。

## blue chee's
chee's解散から10周年目の2010年12月12日にblue chee'sとして再集結。
chee's解散10年目の2011年にアルバムの発売を発表。2014年に解散。

## メンバー

### 解散時のメンバー
- 新井利佳 - ベース（当初はキーボード担当だったが上田加入と同時にベースに変更）、ボーカル。CHEE'Sのリーダー。
- 藤岡麻美 - ドラム、ボーカル。
- 上田愛美 - キーボード、ボーカル。1999年3月1日に加入。
- 篠原由美子 - ギター、ボーカル。2001年に加入。女性メンバーの中で唯一チェキッ娘出身でない。

※このほか、サポートメンバーとして松江潤、野村義男が参加。

### 元メンバー
- 下川みくに - トランペット、ボーカル。チェキッ娘卒業が決まったため、1999年3月22日の「chee'sさよならLIVE」をもって脱退。
- 松本江里子 - ギター、ボーカル。1999年5月26日にchee'sが一時的に活動を停止するまで在籍。
- 吉田建 - ベース。1999年2月22日に脱退。脱退後もCHEE'Sのプロデューサーとしての活動は続ける。

## ディスコグラフィ

### マキシシングル
1. chee's（1999年4月14日、インディーズ、3000枚限定）
2. Snapshot（2000年3月15日、メジャーデビューシングル）オリコン29位
  1. スナップショット[3:00]（作詞・作曲：カジヒデキ／編曲：吉田建）
    - NTV系「ネプ中」エンディングテーマ
    - CX系「shimura X 天国」エンディングテーマ

  2. blue wing[4:00]（作詞・作曲：chee's／編曲：吉田建）
  3. we're chee's[4:00]（作詞・作曲・編曲：吉田建）
3. ガラガラゲッチュ（2000年6月7日、メジャー2ndシングル）オリコン40位
  1. ガラガラゲッチュ[3:23]（作詞・作曲：森若香織／編曲：吉田建）
  2. 大好き[3:28]
  3. let's go chee's[2:51]
4. トモダチ（2001年2月21日、メジャー3rdシングル）オリコン62位
  1. トモダチ[4:05]（作詞：dB／作曲・編曲：鈴木秋則）
    - TBS系『ワンダフル』エンディングテーマ
    - NTT-DoCoMo四国「『やるやるDoCoMoのi-modo』503-Iシリーズ」CMソング

  2. チェリーパイ[4:13]（作詞：chee's／作曲：JELL／編曲：吉田建）
  3. トモダチ(instrumenntal)[4:04]
5. SUBWAY TRAIN（2001年9月、インディーズ、ファンクラブ通販限定）

## 出演

### ラジオ
- chee'sのガーリーガーリー（2000年、FM愛知）
- 行くぞ!しゃべるぞ!九州chee's街道（2000年 - 2001年、FM福岡）

### CM
- NTT西日本 ISDNキャンペーン